# Алберто Супичи
Алберто Супичи (на испански: Alberto Suppici) е уругвайски футболист, полузащитник и треньор.

## Кариера
Алберто Супичи започва да тренира футбол в юношеските отбори на Насионал Монтевидео, за когото играе между 1915 и 1923 г. На 18 години основава отбора Пласа Колония в родния си град. След това работи като учител по физическа култура.
През 1922 – 1923 г. в Уругвай футболният съюз е разделен, като Алберто Супичи ръководи националния отбор на Уругвай, под егидата на федерацията по футбол на Уругвай (FWF). Под негово ръководство, отбора има 5 мача с Аржентина и 1 с Чили. След това работи с юношите на Пенярол.
От 1928 г. води уругвайския национален отбор. Официално неговият пост в състава на Уругвай за Световната купа 1930 е „технически директор“. На този турнир, в неговия треньорски щаб са Педро Арис, Ернесто Фиголи, Луис Греко и Педро Оливиери.
Супичи е известен с произволното си решение да отпрати в последния момент от отбора суперзвездата на уругвайския футбол, вратаря Андрес Масали, олимпийски шампион през 1928 г., поради нарушения на режима. Това решение обаче, не се отразява на крайния резултат и Уругвай става първият световен шампион.
През 1935 г. Супичи е начело на Сентрал Еспаньол, но след това отново е напълно фокусиран върху националния отбор, който води до 1941 г. През 1945 г. печели титлата с Пенярол.
Алберто Супичи умира в Монтевидео на 82 години. В негова чест стадионът на Пласа Колония от родния му град носи името му.

## Отличия

### Отборни
Насионал Монтевидео
- Примера дивисион де Уругвай: 1915, 1916, 1917, 1919, 1920, 1922, 1923

### Tреньор
Уругвай
- Световно първенство по футбол: 1930

Пенярол
- Примера дивисион де Уругвай: 1945